# Vidikovac
Vidikovac (tal. belvedere, belavista, fr. bellevue = lijep vidik, vidikovac) je povišeno mjesto koje omogućava dobar vidik. U užem smislu pod pojmom vidikovac podrazumijeva se mjesto koje je posebno uređeno za promatranje okoliša, iako vidikovac može biti svako uzvišeno mjesto, na primjer vrh brijega ili zgrade.
Vidikovci se grade uz značajnije krajolike ili u njima, kao što su na primjer nacionalni parkovi. Prvenstvena namjena im je privući turiste i upoznati ih sa znamenitostima.
Vidikovci se grade ili na tlu kao dio krajolika (uz stazu ili cestu, ili na vrhu) ili kao dio nekog objekta (visoka zgrada, toranj).

## Vidikovci u krajoliku
Najčešći i najjednostavniji vidikovci su proširenja uz cestu na kojima se može na kratko zaustaviti. Zbog boljeg vidika obično su izgrađeni na vanjskoj krivini planinskih cesta, okrenuti prema dolini. Ovakvi vidikovci najčešće nemaju nikakvu opremu, ili imaju samo klupu i košaru za smeće.
Bolje opremljeni vidikovci mogu biti uz samu cestu ili u neposrednoj blizini. Imaju veću površinu za parkiranje, dalekozore, te prikladnu tablu s detaljima krajolika koji se mogu vidjeti s te točke. Često je uz takve vidikovce i dodatni sadržaj odmorišta, kao na primjer restoran, suvenirnica, ili prostor za igru djece.
U ekološkim sredinama vidikovcima se može pristupiti samo pješačkim ili biciklističkim stazama, stubama ili turističkim vlakićima.

## Vidikovci kao građevine
Vidikovci za turističku namjenu obično se grade pri vrhu postojećih visokih dominantnih građevina, kao što su na primjer usamljeni neboderi i tornjevi raznih namjena. Redovito su opremljeni dalekozorima i drugim sadržajima. S obzirom na veliku visinu, kod njih su poduzete povišene mjere sigurnosti protiv padova - mreže kod otvorenih vidikovaca i zaštitno staklo kod zatvorenih, koje usto služi kao izolacija od vremenskih utjecaja.
Povijesne kule i zidine gradova također se često uređuju kao vidikovci.
Vidikovci koji se grade kao posebne građevine obično nemaju turističku namjenu.
U ovu grupu vidikovaca mogu se svrstati i objekti posebne namjene, kao što su vojne, protupožarne ili lovačke promatračnice. Mnoge povijesne građevine (belvedere i glorijet) građene su kao vidikovci, ali su služile prvenstveno vlasnicima za uživanje.
U mnogim gradovima može se naći panoramski kotač, koji se uvjetno može nazvati vidikovcem, jer se dizanjem gondole na visinu otvara vidik.

## Vidikovci u Hrvatskoj
U Hrvatskoj, kao turističkoj zemlji, izgrađeni su brojni vidikovci.
- Među najpoznatijim vidikovcima je vidikovac na 16. katu Iličkog nebodera, otvoren 1959. godine. Zatvoren je 1989. i ponovno otvoren 2013. godine kao Zagreb Eye. Osim unutarnjeg dijela ima natkrivenu terasu koja se proteže gotovo oko cijele zgrade.[3]
- U podnožju južne kule na Medvedgradu uređen je vidikovac s dalekozorom s vidikom prema istoku i jugu, a i sâm vrh kule može služiti kao vidikovac, s koga se pruža pogled prema dolini i prema Sljemenu.
- Na Vojaku, najvišem vrhu Učke, na 1401 m.n.v. 1911. godine izgrađen je kameni vidikovac oblika srednjovjekovne kule visine 5 m, a vidik osim Istre obuhvaća otoke sjevernog Jadrana, planine Gorskog kotara te Veneciju i talijanske Alpe.[4]

## Vidikovci u svijetu
- Svakako najpoznatiji svjetski vidikovac je Eiffelov toranj.
- U kruni Kipa slobode nalazi se vidikovac. Zbog izuzetne popularnosti, za posjet kruni uvedena je posebna procedura rezervacija karata. Balkon oko baklje također je vidikovac, ali je od 1916. godine zatvoren za javnost.[5]
- Olympiaturm u Münchenu ima vidikovce na tri platforme na visinama od 185, 189 i 192 metara te jedan na visini od 181 metra, izgrađen kao rotirajući restoran koji oko svoje osi napravi jedan krug za 49 minuta.[6]